# Gorge profonde (personnage de X-Files)
Pour les articles homonymes, voir Gorge profonde.
Cet article concerne le personnage. Pour l'épisode, voir Gorge profonde (épisode de X-Files).
Gorge profonde (Deep Throat en version originale) est un personnage fictif de la série de science-fiction X-Files. Il sert d'informateur à l'agent spécial du FBI Fox Mulder, lui divulguant des informations pour l'aider dans ses enquêtes sur les cas paranormaux, appelés les « affaires non classées » (X-Files en VO). Introduit dans l'épisode homonyme (deuxième épisode de la première saison de la série), le personnage est tué au cours de l'épisode final de la première saison, Les Hybrides ; cependant, il fait plusieurs apparitions plus tard par le biais de flashbacks et de visions.
Dans l'épisode L'Homme à la cigarette (épisode 7 de la quatrième saison), il répond au prénom de Ronald. Dans l'épisode 2 de la onzième saison, il est révélé qu'il était originaire du Texas et que son nom complet, inscrit sur sa pierre tombale au cimetière national d'Arlington, est Ronald Pakula.
Le personnage de Gorge profonde est joué par Jerry Hardin durant toute la série. Après la mort du personnage, son successeur comme informateur de Mulder, Monsieur X (interprété par Steven Williams), apparaît dans la seconde saison dans l'épisode L'Hôte. La création du personnage de Gorge profonde a été inspirée par son homonyme historique, Mark Felt, qui fit fuiter des informations à propos du scandale du Watergate, et par le personnage de Donald Sutherland (X) dans le film JFK.

## Conception du personnage
Le créateur de la série Chris Carter a déclaré que le personnage de Gorge profonde était bien inspiré de son homologue historique : le vrai Gorge profonde était un informateur qui a fait fuiter une enquête du FBI sur le scandale du Watergate aux journalistes Carl Bernstein et Bob Woodward. Après la conclusion de l'affaire classée X, il a été révélé que Gorge profonde était le directeur adjoint du FBI Mark Felt. Une autre influence également citée pour la conception de Gorge profonde est X, le personnage incarné par Donald Sutherland dans le film de 1991 d'Oliver Stone, JFK. Le X de ce film révèle des informations sur la possibilité que l'assassinat de John F. Kennedy ait été orchestré par des éléments au sein du gouvernement américain. Chris Carter a ressenti qu'il avait besoin de créer un personnage qui ferait office de passerelle entre les agents du FBI Fox Mulder (David Duchovny) et Dana Scully (Gillian Anderson) et les conspirationnistes qui travaillaient dans l'ombre contre eux ; il a conçu un personnage « qui travaille à un tel niveau du gouvernement que personne ne se doute qu'il existe ».
Chris Carter a choisi l'acteur Jerry Hardin après l'avoir vu dans le film The Firm. Jerry Hardin a d'abord cru que son apparition initiale ne serait qu'un rôle pour un seul épisode, mais il s'est vite retrouvé à devoir faire des allers-retours entre son domicile et Vancouver, lieu de tournage de la série. Le producteur Howard Gordon met l'accent sur les doutes au sujet de la véritable allégeance du personnage, déclarant que, pendant la production, le fait de savoir s'il était « un allié ou un ennemi » de Mulder et Scully était souvent laissé ambigu. Après avoir tourné la scène de la mort du personnage dans le dernier épisode de la première saison, Les Hybrides, un toast a été porté à Jerry Hardin, et Chris Carter lui dit que « personne ne meurt vraiment dans X-Files ». Ainsi, Jerry Hardin a fait quelques apparitions supplémentaires en tant que Gorge profonde après cela — dans des visions de Mulder lors des saisons 3 (Le Chemin de la bénédiction) et 7 (La Sixième Extinction), dans des flashbacks lors de la saison 4 (L'Homme à la cigarette), et en tant que l'une des apparences d'un extraterrestre polymorphe dans le dernier épisode de la saison 3, Anagramme.

## Biographie fictive
Pendant la première saison de X-Files, Gorge profonde fournit des informations à Mulder et Scully qu'ils n'auraient pas pu obtenir sans lui. Étant un membre du Syndicat, il est en position de connaître beaucoup d'informations. Gorge profonde ressent que la vérité sur le Syndicat qui est gardée secrète doit être révélée au grand public, et pense que Mulder est la personne capable d'exposer publiquement ses connaissances,. Cependant, lors de la disparition de Max Fenig (épisode L'Ange déchu), Gorge profonde fournit à Mulder de fausses informations dans le but de le détourner ; il lui explique plus tard que le grand public n'était pas prêt à connaitre certaines vérités,.
Pendant la guerre du Vietnam, Gorge profonde a travaillé pour la CIA. Quand un OVNI a été abattu au-dessus d'Hanoi par les marines US, l'extraterrestre survivant a été amené à Gorge profonde, qui doit l’abattre. Il en exécute un autre en présence de l'homme à la cigarette lors de l'épisode 7 de la saison 4. Il déclare plus tard que son assistant William Mulder était sur le point d'expier ses actions. Il déclare également qu'il était « un participant aux mensonges les plus insidieux et a été témoin d'actes que même un fou ne pourrait imaginer ».
Dans le dernier épisode de la première saison de la série, Les Hybrides, Mulder est pris en otage par un groupe d'agents Men in Black, au cours de son enquête sur un programme d'un hybride humain-extraterrestre. Craignant pour la vie de Mulder, Gorge profonde aide Scully à avoir accès à un établissement ultra-secret où elle réussit à s'emparer d'un fœtus d'extraterrestre cryogénisé qu'elle utilise comme moyen d'échange pour sauver Mulder. Lors de la rencontre avec les Men in Black pour l'échange, Gorge profonde se fait abattre d'une balle à la poitrine par l'un d'eux, l'homme aux cheveux en brosse,. Gorge profonde est enterré au cimetière national d'Arlington, sous son vrai nom (Ronald Pakula). Le personnage apparaît par la suite dans des rêves et des visions à Mulder durant sa convalescence dans une réserve Navajo,, et des années plus tard dans les épisodes L'Homme à la cigarette ainsi que La Sixième Extinction.

## Accueil
Le personnage de Gorge profonde a bien été accueilli par les critiques et les fans. Les rédacteurs du magazine Entertainment Weekly ont décrit le personnage interprété par Jerry Hardin comme  « désenchanté et mélancolique », et ont listé son apparition dans l'épisode Gorge profonde comme le 37e plus grand moment de télévision des années 1990. Ils ont cependant aussi affirmé que sa présence dans des épisodes tels que Un fantôme dans l'ordinateur ne semblait pas nécessaire. Réexaminant le personnage depuis sa première apparition, le San Jose Mercury News a qualifié Gorge profonde du « nouveau personnage le plus intéressant à la télévision ». Chris Carter a déclaré que l'interprétation de Jerry Hardin a donné à la série un élément de vraisemblance qui était requis ; et a senti que l'épisode Entité biologique extraterrestre était une bonne occasion de développer le rôle du personnage. Écrivant pour l'A.V. Club, Zack Handlen a qualifié la mort de Gorge profonde comme un « moment choquant, même si on se doutait que ça allait venir », louant le « désespoir » évident dans l'interpétation de Jerry Hardin, bien que regrettant la « malédiction de la continuité » qui conduit au remplacement du personnage par Monsieur X, joué par Steven Williams. Ben Rawson-Jones, qui écrit pour le Digital Spy, a affirmé que le rôle de Gorge profonde dans X-Files était « sans doute le sommet de la série », et a salué les talents d'acteur de Jerry Hardin. Brian Lowry, dans son livre The Truth Is Out There, a noté que le personnage a « aidé à établir un ton sous-jacent de gravité sur X-Files qui a fourni l'ossature de la série ».